# 山本彩乃
山本 彩乃（やまもと あやの、1986年4月12日 - ）は、日本の声優、女優、タレント。アミュレート所属。
東京都出身。

## 略歴
2002年
- 全国女子高生制服コレクションで『7up! baby's』に選出される。

2003年
- 井上和香、サエコらとともに、日テレの「日テレジェニック2003」に選ばれる。

2005年
- Pink Jam Princessのリーダーとして活躍。

2007年
- 1月から文化放送でレギュラーラジオを持つ。

2009年
- 声優としてデビュー[4]。

2010年
- （声のみ）マウスプロモーション預かりとなる[5]。

2011年
- 8月1日付でまくびープロからマウスプロモーションへ移籍[6]。

2014年
- 9月1日付でアミュレートへ移籍[7]。

## 人物
元々人前に出るのは得意ではないが、学生の頃、「何をして遊ぼう」と決めるタイプだったと語る。
高校時代にスカウトされたのがきっかけで芸能界に入る。突然だったため、当初は「絶対怪しい人だ」と思った。自宅に帰ったあと、なんとなく気になり、翌日その事務所に電話をしていた。
中学、高校時代は部活でバトンとベースをしており、同級生とバンドを組んでいた。ガールズバンドだけど女性ボーカルにこだわらず、スピッツ、the brilliant greenといった好きな曲をコピーしていたという。
高校時代にある日、テレビ番組で共演していたアイドルと話題になり、友人に借りていた『ときめきメモリアル Girl's Side』がきっかけで声優に興味を持つ。その後は沢山アニメを見て「二次元の世界に行ってみたいな」と思った。しかしどうしたらいいのか悩んでいたところに、その時出演させてくれたラジオで、ある声優から「声優さんになってキャラクターに声をあてたら二次元にいったようなもんじゃない？」という言葉をもらい、「そうだっ！！！」と思い、声優を目指し始めた。
特技はピアノ、バレエ、バトン、ベース、台詞早覚え。
ピアノ、バレエは幼稚園から小学6年まで習っており、ピアノは、クラシックで飽きており、ミュージカルの曲、J-POPの曲などの弾きたい曲の楽譜を持っていった。覚えているのは、劇団四季の『キャッツ』の楽譜で、バレエをしていたことから、祖父がミュージカルに連れていってくれたという。
趣味はネイル手入れ、インターネット、ゲーム、アニメを観ること。

## 出演
太字はメインキャラクター。

### テレビアニメ
2009年
- にゃんこい!（ハルミ）

2010年
- Angel Beats!（女生徒、ゆりの妹A）

2011年
- クマ星人とぼく（名島アイ）
- STEINS;GATE（2011年 - 2018年、天王寺綯） - 2シリーズ
- ほんとにあった!霊媒先生（エマ、トント）
- そふてにっ（女子A）

2012年
- ぬっこ。NUKKO（ぬっこ）
- ROBOTICS;NOTES（天王寺綯）

2013年
- よんでますよ、アザゼルさん。Z（隔離空間の生物、通行人の女性）

2014年
- DRAMAtical Murder（アナウンサー）
- ハナヤマタ（梶原亜里沙、女の人）
- ロボットガールズZ（獣魔将軍）

2017年
- ひなろじ〜from Luck & Logic〜（ワッフル）

2018年
- 閃乱カグラ SHINOVI MASTER -東京妖魔篇-（四季）

2019年
- この世の果てで恋を唄う少女YU-NO（女守衛）

2020年
- ドラえもん（テレビ朝日版第2期）（子どもの怪物）

2022年
- イロドリミドリ（天王洲なずな）

### 劇場アニメ
- 劇場版 STEINS;GATE 負荷領域のデジャヴ（2013年、天王寺綯）

### OVA
- 眼鏡なカノジョ（2010年、マキ、女子生徒、ウェイトレス、女子生徒A）
- コープスパーティー Tortured Souls -暴虐された魂の呪叫-（2013年、冴之木七星[17]）
- 熱血人面犬 LIFE IS MOVIE（2014年、小津アイ）
- 閃乱カグラ ESTIVAL VERSUS -水着だらけの前夜祭-（2015年、四季[18]）

### Webアニメ
- STEINS;GATE 聡明叡智のコグニティブ・コンピューティング（2014年、うーぽ）

### ゲーム
2009年
- アイテムゲッター 〜僕らの科学と魔法の関係〜（ディードリア・N・ブログナー）
- キモかわE!（人気アナウンサー）
- STEINS;GATE（天王寺綯）
- 蒼空のフロンティア（卜部泪、アリサ・ダリン）
- 伯爵と妖精〜夢と絆に想いを馳せて〜
- ヒャッコ よろずや事件簿!（四方小鳩）
- Myself;Yourself それぞれのfinale（村山咲良）
- Lucian Bee's RESURRECTION SUPERNOVA（タパン）

2010年
- コープスパーティー ブラッドカバー リピーティッドフィアー（冴之木七星）

2011年
- ウィザードリィ ツインパック（ターニャ）
- クイーンズゲイト スパイラルカオス（ラブリラアニー）
- コープスパーティー Book of Shadows（冴之木七星）
- STEINS;GATE 比翼恋理のだーりん（天王寺綯）
- 白衣性恋愛症候群（こはく）
- 迷宮クロスブラッド リローデッド（水無瀬シズナ）
- 龍が如く OF THE END（カズミ）

2012年
- コープスパーティー -THE ANTHOLOGY- サチコの恋愛遊戯♥Hysteric Birthday 2U（冴之木七星）
- スタプラ!（真白エリス）
- ファイアーエムブレム 覚醒（スミア、シンシア）
- 嫁コレ 彼女がフラグをおられたら（魔法ヶ沢茜〈原作版〉）
- ROBOTICS;NOTES（天王寺綯）
- 喋る!海賊ファンタジア（彼岸の騎士ホワイトノア）

2013年
- STEINS;GATE 線形拘束のフェノグラム（天王寺綯）
- 解放少女 SIN（オルガ）
- SNOW BOUND LAND（リディア）
- 閃乱カグラ SHINOVI VERSUS -少女達の証明-（四季）
- 迷宮クロスブラッド インフィニティ（水無瀬シズナ）

2014年
- コープスパーティー BLOOD DRIVE（冴之木七星）
- デカ盛り 閃乱カグラ（四季）
- Tokyo 7th シスターズ（堺屋ユメノ）
- 恋鎖反応（綾崎茜）
- 白猫プロジェクト（泣き虫ナース マコト）
- ロボットガールズZ ONLINE（デビラーX1、獣魔将軍）

2015年
- スーパーリアル麻雀（芹沢香澄）
- イロドリミドリ（天王洲なずな）
- VALKYRIE DRIVE -BHIKKHUNI-（満腹丸ちゃん）
- クルセイダークエスト（薬取り）
- コープスパーティー ブラッドカバー リピーティッドフィアー（冴之木七星）※ニンテンドー3DS版
- STEINS;GATE 0（天王寺綯）
- 絶対迎撃ウォーズ（モナリー）
- 閃乱カグラ ESTIVAL VERSUS -少女達の選択-（四季）
- 超銀河船団（ミシマ・イズミコ）
- メイデンクラフト（葉隠江連）
- メイプルストーリー ブラックヘヴン（シグナス）
- ラングリッサー リインカーネーション -転生-（マリエル・サルラス）

2016年
- A lot of Stories（エミリア）
- 一血卍傑-ONLINE-（クラマテング）
- フィリスのアトリエ 〜不思議な旅の錬金術士〜（キルシェ・リッテル）

2017年
- かまいたちの夜 輪廻彩声（河村亜希）
- この世の果てで恋を唄う少女YU-NO（女守衛）
- 閃乱カグラ PEACH BEACH SPLASH（四季）
- シノビマスター 閃乱カグラ NEW LINK（四季）
- 四女神オンライン CYBER DIMENSION NEPTUNE（†黒猫姫†）

2018年
- STEINS;GATE ELITE（天王寺綯）
- 閃乱カグラ Burst Re:Newal（四季）※DLC追加キャラクター
- ファイアーエムブレム ヒーローズ（スミア、シンシア）

2019年
- ROBOTICS;NOTES DaSH（天王寺綯）

2021年
- Relayer（メディア、ミンタカ）
- ファミコン探偵倶楽部 消えた後継者（石野麗子）
- セブンナイツ2（ミン）

2022年
- ANONYMOUS;CODE（倉科子鹿〈バンビ〉）

### ボイスドラマ
- 山本彩乃のリア充やってみた!^-^; 特別ボイスドラマ「蒼空にはばたく!」（瑞穂）
- 蒼空のフロンティア ボイスドラマ「海神（わだつみ）のイーグリット」（アリサ・ダリン）

### ドラマCD
2010年
- STEINS;GATE コミック第1巻ドラマCD付き限定版「ラボメン円卓会議」（天王寺綯）

2011年
- STEINS;GATE コンプティーク 2011年10月号 オリジナルドラマCD（天王寺綯）
- コープスパーティー Book of Shadows ドラマCD『プロジェクト・ドーリーズ』（冴之木七星）

2012年
- STEINS;GATE アンソロジードラマCD 幻視空間のリユニオン （天王寺綯）

2013年
- スタプラ! ドラマCD「感じてマイ☆ハート」（真白エリス）

### 舞台
- STRAYDOG「母の桜が散った夜」（2008年7月1日 - 6日、シアター代官山）
- project DREAMER公演2009 VOL.1「アメノキオク…」（2009年5月1日 - 4日、下北沢シアター711）

### テレビドラマ
2000年代
- ライオン先生（2003年、片岡美樹 役）
- ファンタズマ〜呪いの館〜 EPISODE 4（2004年、平田ありさ 役）
- 怪奇大家族 第7怪（2004年、天中殺子 役）
- 怪談新耳袋 第4シリーズ第71話『訪問者』（2005年、サキ 役）
- キューティーハニー THE LIVE 第1話（2007年、山下奈々 役）
- 新宿スワン 第2話（2007年、リョウコ 役）
- 紺野さんと遊ぼう（2008年、八木沼瞳 役）
- メイちゃんの執事（2009年、火野絵里子 役）

2010年代
- 土俵ガール! 第8話（2010年、ケイコ 役）
- ミッドナイト・ホラーシアター 第3話（2010年、美樹 役）
- 牙狼〈GARO〉〜MAKAISENKI〜 第4話（2011年、リリカ 役）

### 映画
- MEATBALL MACHINE（2005年）
- 輪廻（2006年）
- 幽霊VS宇宙人（2008年）
- 東京残酷警察（2008年、カッター女（ユカ） 役）
- テケテケ2（2009年）
- 悪夢のエレベーター（2009年）

### CM
声の出演
- GMOクリック証券（2011年4月 - ）
- コンプティーク2011年8月号（2011年7月）
- バンダイチャンネルサービスCM「熱血人面犬編」、「恋の黄昏編」（2012年、小津アイ）

実写出演
- 週刊ヤングサンデー（2006年）
- クリック証券（2007年3月 - 2009年5月、2010年6月 - 2011年3月）
- こっこ（2012年、こっこちゃん）[57]

### PV
- Lyu:Lyu「カッターナイフと冷たい夜」（2010年）

### ビデオムービー
- 侵略!イカ娘（田中）
- トンデモホラーシリーズ『あっ!生命線が切れている!』（2007年4月）

### テレビ番組
- とんねるずのみなさんのおかげでした（フジテレビ）
- 開運!なんでも鑑定団（テレビ東京）
- アニソンステーション（エンタ!371）
- アニソン★カフェ ゆめが丘（tvk）
- 音龍門（日本テレビ）
- アイドル道（フジテレビ721：2004年4月 - 2005年3月）
- ミラクルH（テレビ東京：2006年7月25日）
- News!371〜声優（エンタ!371：2009年5月 - 2011年3月）
- リアルのバメン（テレビ東京：2010年12月5日-2011年3月27日）
- 催しモノ!スタジオ（テレビ朝日：2011年6月18日、ナレーション）

### ラジオ
※はインターネット配信。
- 週刊少年ファング（2007年、文化放送・ラジオ関西）
- アニメ探偵団3（2010年、RKC高知放送）
- Little Nonのアキバラ!!（2010年 - 2011年、岐阜放送ラジオ）
- アンテナ+ in 東京国際アニメ祭2010（2010年、超!A&G+※）
- あやのん ふりぃ→ダ☆ム（2010年 - 2011年、モバイルのみ※）
- まんけん!（2011年、超!A&G+※）
- 山本彩乃とMAKOのラジオ コープスパーティー（2011年、HiBiKi Radio Station※）
- 山本彩乃の5pb.ラジオ会館ラジオ!（2011年、秋葉原ラジオ会館※）
- まんけん!AG-ON（2012年 - 2014年、AG-ON※）
- ラジカメSTATION+（2012年、超!A&G+※）
- あやのん・かおりんの「秋葉原発信!!ゲームオンデマンド」（2012年、ラジカメSTATION!※）
- 星華学院放送部（2012年 - 2014年、アニメイトTV※）
- 山本彩乃のラジオ シュタインズ・ゲート（2017年、文化放送・超!A&G+※）[58]

#### ラジオCD
- あやのん・かおりんの「秋葉原発信!!ゲームオンデマンド」DJCD VOL.1（2012年10月29日）

### Web番組
- 電人☆ゲッチャ!（ニコニコ生放送：2014年9月11日 - ）

### 映像商品
- ケータイ位置ゲーム スタプラ! DJ-DVD 星華学院放送部 Lesson 1、2（2013年）
- コープスパーティー『如月学園』〜如月祭〜（2015年1月28日）
- t7s 1st Anniversary Live 15'→34'「H-A-J-I-M-A-L-I-V-E-!!」（2015年10月28日）
- 花彩よさこい祭 二組目（2015年10月30日）
- t7s 2nd Anniversary Live 16'→30'→34' -INTO THE 2ND GEAR-（2017年1月11日）
- t7s 3rd Anniversary Live 17'→XX -CHAIN THE BLOSSOM- in Makuhari Messe（2017年9月27日）
- Tokyo 7th Sisters Memorial Live in NIPPON BUDOKAN “Melody in the Pocket”（2019年2月）[59]
- t7s 4th Anniversary Live -FES!! AND YOUR LIGHT- in Makuhari Messe（2019年7月）[60]
- t7s 5th Anniversary Live -SEASON OF LOVE- in Makuhari Messe（2020年3月）[61]

## ディスコグラフィ

### キャラクターソング
| 発売日        | 商品名                                | 歌                                            | 楽曲                                 | 備考                                       |
| ------------- | ------------------------------------- | --------------------------------------------- | ------------------------------------ | ------------------------------------------ |
| 2009年4月9日  | ヒャッコ よろずや事件簿! 限定版同梱CD | 四方小鳩（山本彩乃）                          | 「乙女スクープ」                     | ゲーム『ヒャッコ よろずや事件簿!』関連曲   |
| 2012年6月27日 | 感じてマイ☆ソング                     | 星華学院芸能部 team.エトワール                | 「感じてマイ☆ソング」                | ラジオ『星華学院放送部』オープニングテーマ |
| 2012年6月27日 | 感じてマイ☆ソング                     | 星華学院芸能部 team.エトワール                | 「Precious Days」                    | ラジオ『星華学院放送部』エンディングテーマ |
| 2012年        | 感じてマイ☆ソング〜エリス ver.〜      | 真白エリス（山本彩乃）                        | 「感じてマイ☆ソング〜エリス ver.〜」 | ゲーム『スタプラ!』関連曲                  |
| 2014年9月10日 | コドクシグナル                        | Need Cool Quality                             | 「コドクシグナル」                   | テレビアニメ『ハナヤマタ』挿入歌           |
| 2014年9月10日 | コドクシグナル                        | Need Cool Quality                             | 「THUNDER,RAIN,涙の行方」            | テレビアニメ『ハナヤマタ』関連曲           |
| 2019年5月22日 | I'M THE QUEEN                         | The QUEEN of PURPLE［堺屋ユメノ（山本彩乃）］ | 「R.B.E.」                           | ゲーム『Tokyo 7th シスターズ』関連曲       |

### イメージビデオ
| 発売日         | タイトル                 | 規格品番  | メーカー                   |
| -------------- | ------------------------ | --------- | -------------------------- |
| 2002年11月？日 | 超不思議美少女シャボラー |           |                            |
| 2003年7月      | あやの素                 |           |                            |
| 2004年10月？日 | ☆ファンタジスタ☆         |           |                            |
| 2005年2月？日  | タイムスリップ 東京美優  |           |                            |
| 2006年5月26日  | 人型ロボット             | ABDS 0001 | ベンテンエンタテインメント |
| 2006年10月？日 | ヴァーチュアル           |           |                            |

## 書籍

### 写真集
- のり☆たま（2003年1月、シンコーミュージック）ISBN 4-401-62249-9
- おかわり（2003年8月、シンコーミュージック）ISBN 4-401-62254-5
- W×Cast voice actor friends＜授業篇＞（2012年10月11日、グライドメディア）ISBN 4813081932
- W×Cast voice actor friends＜放課後篇＞（2012年10月11日、グライドメディア）ISBN 4813081940

### 雑誌
- 「フォトテクニックデジタル」玄光社（2006年1月 - 2009年12月）
- 「コンプティーク」角川書店（2009年8月 - 2010年1月）
- 「週刊ファミ通」エンターブレイン（2010年6月24日 - ）
- 「プロアクションリプレイコードブック」アスペクト（2012年4月24日 - ）

### ユニットメンバー
1. ↑  真白エリス（山本彩乃）、海鴎琴寝（井口裕香）、柏木ノエミ（斉藤佑圭）
2. ↑  山ノ下祥子（若井友希）、小町結香（高井舞香）、梶原亜里沙（山本彩乃）、笹目ヤヤ（奥野香耶）